# Architectural Record
Architectural Record es una revista mensual estadounidense dedicada a la arquitectura y el diseño interior, perteneciente al grupo editorial McGraw Hill Construction. Sus oficinas de redacción se encuentran en Manhattan. Se publica desde 1891. Se trata de una revista dirigida a profesionales de la arquitectura e ingenieros, pero a través de sus diferentes secciones, en las que hay artículos especializados a la vez que artículos con diseños de última generación, se enfoca también hacia un público no experto.
Es una publicación que guarda una estrecha relación con el Instituto Americano de Arquitectos (AIA), y prueba de ello son las secciones de educación continua a cargo del AIA propuestas tanto en la versión impresa de Architectural Record, como en la digital.
La calidad de sus artículos ha sido desde sus orígenes reconocida, a la vez que puede considerarse como pionera en la publicación del trabajo de profesionales y colectivos que con posterioridad han sido muy destacados en su campo, como por ejemplo la publicación de un artículo en 1910 referente a los cubistas.
La revista cuenta con un galardón que premia a jóvenes arquitectos considerados como talentosos. Este premio recibe el nombre de Architectural Record: Design Award, y entre los premiados se encuentran Alejandro Aravena o Tatiana Bilbao. Asimismo, también entrega el premio Architectural Record: Products, subdividido en reconocimientos para diferentes productos de construcción. Desde 2014 entrega los Women in Architecture Forum & Awards, para promover el liderazgo en el campo de la arquitectura.